# Trancoso, Mexiko
Trancoso är en ort i Mexiko.   Den ligger i kommunen Trancoso och delstaten Zacatecas, i den centrala delen av landet, 500 km nordväst om huvudstaden Mexico City. Trancoso ligger 2 190 meter över havet och antalet invånare är 10 459.
Terrängen runt Trancoso är lite kuperad. Runt Trancoso är det ganska tätbefolkat, med 65 invånare per kvadratkilometer. Närmaste större samhälle är Guadalupe, 15,6 km väster om Trancoso. Omgivningarna runt Trancoso är i huvudsak ett öppet busklandskap.